# رياح الشرق ورياح الغرب (رواية)
رياح الشرق ورياح الغرب أو ريح شرقية.. ريح غربية (بالإنجليزية:East Wind: West Wind) هي رواية للكاتبة بيرل س. باك. نشرت في عام 1930،  وهي أول رواية لها. تركز الرواية على سيدة صينية تسمى «كوي لان»، والتغييرات التي تمر بها هي وعائلتها. تعرض الرواية بدء كوي لان قبول وجهات نظر مختلفة من العالم الغربي، وتعيد اكتشاف إحساسها بالذات.

## خلفية تاريخية
في مايو 1917 تزوجت من المبشر جون ل. باك، وعلى الرغم من أنها انفصلت في وقت لاحق وتزوجت مرة أخرى، إلا أنها احتفظت باسم باك مهنيًا. عادت إلى الصين ودرَّست الأدب الإنجليزي في الجامعات الصينية في الاعوام 1925-1930. خلال ذلك الوقت استأنفت الدراسة لفترة وجيزة في الولايات المتحدة في جامعة كورنيل، حيث حصلت على درجة الماجستير عام 1926. وبدأت في المساهمة بمقالات عن الحياة الصينية في المجلات الأمريكية عام 1922. وكانت أول روايتها المنشورة ريح شرقية.. ريح غربية (1930)، حيث كتبتها على متن سفينة متوجهة إلى أمريكا.

## ملخص الرواية
تُروى أحداث "رياح الشرق، رياح الغرب" من منظور شخصية كيين لان، وهي امرأة صينية تنحدر من عائلة أرستقراطية محافظة في مطلع القرن العشرين، خلال فترة كانت الصين فيها تمر بمرحلة انتقالية حساسة بين التمسك بالتقاليد الموروثة والانفتاح التدريجي على المؤثرات الغربية. تتزوج كيين لان من طبيب صيني شاب تلقى تعليمه في الخارج، تحديدًا في الغرب، حيث اكتسب أفكارًا وممارسات تختلف جذريًا عن القيم والعادات التي نشأت عليها زوجته.
مع تقدم السرد، تستعرض الرواية التوترات التي تنشأ بين الزوجين نتيجة اختلاف خلفياتهما الثقافية؛ فبينما تتمسك كيين لان بمظاهر الحياة التقليدية، يسعى زوجها إلى إدخال مفاهيم جديدة تتعلق بالعلم، والنظافة، والحرية الشخصية، والمساواة بين الرجل والمرأة. ومع مرور الوقت، تبدأ البطلة في إعادة النظر في معتقداتها الراسخة، وتشرع تدريجيًا في تقبّل بعض هذه التغييرات، مما يعكس التحولات العميقة التي شهدها المجتمع الصيني في تلك الفترة.
تُستخدم هذه القصة الشخصية كعدسة لعرض الصراع النفسي والثقافي الذي واجهته نساء الصين عند احتكاكهن المباشر بالقيم الغربية، في ظل نظام اجتماعي أبوي صارم وهيمنة الطقوس والعادات الموروثة. وتبرز الرواية هذا الصراع على المستويين الفردي والجماعي، باعتباره جزءًا من عملية أوسع لإعادة تعريف الهوية الصينية في عالم سريع التغير.

## المواضيع الرئيسية
تتناول الرواية مجموعة من الموضوعات الرئيسية التي تعكس تعقيدات الحياة في الصين خلال فترة التحول الثقافي والاجتماعي، أبرزها صراع التقاليد والحداثة، حيث يتم استكشاف كيفية تفاعل الثقافة الصينية التقليدية مع الأفكار الغربية الوافدة وتأثيرها على المجتمع والأفراد. كما تركز الرواية على موضوع المرأة والتحرر، من خلال تسليط الضوء على موقف المرأة في المجتمع الصيني التقليدي ومقاومتها للقيود الاجتماعية المفروضة عليها. إضافة إلى ذلك، تناقش الرواية التبادل الثقافي بين الشرق والغرب، مستعرضة مزايا الانفتاح على ثقافات أخرى إلى جانب المخاطر والتحديات المصاحبة لهذا الانفتاح. وأخيرًا، تتناول الرواية التوتر بين الواجب العائلي والولاء للرغبات الفردية، مسلطة الضوء على الصراعات الداخلية التي يواجهها الأفراد في تحقيق توازن بين تقاليد الأسرة وتطلعاتهم الشخصية.

## الشخصيات
- كو وان لين: الراوية والبطلة، تمثل المرأة الصينية التقليدية التي تتطور فكريًا مع الأحداث.
- زوج كو وان لين: متعلم في الغرب، يسعى لتحديث حياته وزوجته، ويمثل الفكر العلمي والطبي الحديث.
- أخو البطلة: شاب صيني ينجذب للحياة الغربية ويقع في حب فتاة أمريكية.
- الفتاة الأمريكية: تجسد الجانب الآخر من اللقاء الثقافي، وتتعرض لمقاومة المجتمع الصيني.

## الاهمية
رواية "رياح الشرق، رياح الغرب" لبيرل باك تُعد نموذجًا مبكرًا للصراع الحضاري بين الشرق والغرب، حيث تُبرز الرواية التصادم بين الأفكار والقيم التقليدية والتجديد في مجتمع صيني متغير. تتميز الرواية بالتركيز العميق على تجربة المرأة في الصين التقليدية، مما يمنحها بعدًا نسائيًا واجتماعيًا هامًا ويُظهر الواقع الإنساني لهذه الفئة. كما اتسم أسلوب بيرل باك بالسرد البسيط والمباشر، ما جعل الرواية متاحة لشريحة واسعة من القراء وساعد في نقل التجربة الثقافية الصينية إلى القارئ الغربي بطريقة جذابة وسلسة. بالإضافة إلى ذلك، ساهمت الرواية في كسر الصور النمطية السائدة عن الشرق الأقصى وفتحت آفاقًا لفهم أعمق وأكثر تعقيدًا للصين وشعبها في فترة تحولات تاريخية هامة.

## الاسلوب
تميزت رواية "رياح الشرق، رياح الغرب" بأسلوب سردي بسيط وواضح، يعتمد على لغة مباشرة وسهلة الفهم، مما يجعلها في متناول شريحة واسعة من القراء، سواء من الثقافات الغربية أو غيرها. هذا الأسلوب البسيط لا يقلل من عمق الرواية، بل على العكس، فهو يتيح لبيرل باك أن تنقل التجربة الثقافية الصينية بطريقة مؤثرة وواقعية، مع المحافظة على حساسية عالية تجاه التفاصيل الاجتماعية والإنسانية.
تعكس لغة الرواية بساطتها حضور التقاليد والعادات في حياة الشخصيات، لكنها في الوقت ذاته تفتح نافذة على التغيرات النفسية والاجتماعية التي يمر بها الأفراد، خاصة المرأة الصينية التي تواجه صراعات داخلية بين التمسك بالتراث ورغبتها في التحرر والتغيير.
وتُبرز بيرل باك من خلال أسلوبها القدرة على خلق توازن بين السرد القصصي والحوار الداخلي، مما يجعل القارئ يشعر وكأنه يشارك الشخصيات تجاربها وأفكارها بعمق، كما تساهم في رسم صورة شاملة للمجتمع الصيني في تلك الحقبة مع كل تناقضاته وتحدياته.

## الروابط الخارجية
- ريح الشرق، ريح الغرب (نيويورك: جون داي، 1930 ؛ rpr. نيويورك، Open Road Integrated Media) كتب Google